# Vyšší odborná škola a Střední průmyslová škola Strakonice
Vyšší odborná škola, Střední průmyslová škola  a Střední odborná škola řemesel a služeb Strakonice (zkráceně VOŠ, SPŠ a SOŠ Strakonice)  je střední škola, která se nachází v severní části města Strakonice v ulici Želivského 291. Komplex je tvořen vlastní budovou, školní jídelnou, domovem mládeže (ulice Plánkova 1132), školními dílnami a venkovním hřištěm. Celý areál je vzájemně propojen spojovacími chodbami. Ve školní budově se nachází i malá sauna a bohatě vybavená posilovna, které využívají studenti při hodinách tělesné výchovy, ale i ve volném čase.
V nové budově se začalo vyučovat až ve školním roce 1993/1994. Nejprve byla škola zaměřena pouze na strojírenství a její studijní obory a i studijní obory byly směřovány podle požadavků největšího strojírenského podniku ČZ-Strakonice. V dnešní době škola podřídila studijní obory požadavkům trhu práce a nabízí takové studijní obory, aby absolventi našli uplatnění v řadě průmyslových podniků.

## Studijní obory
VOŠ
- Řízení jakosti ve strojírenské výrobě a službách

SPŠ
- Obalová technika
- Strojírenství
- Technické lyceum
- Řízení jakosti ve strojírenství

## Zajímavosti
Od školního roku 2004/2005 Nové společné pracoviště se Strojní fakultou v Plzni.
Škola má status „Academia“ od firmy Autodesk. Škola, která je držitelem statutu Autodesk Academia, má oprávnění vydávat certifikát studentům, kteří prokáží znalost produktu Autodesk.

## Mimoškolní výchova a vzdělávání
- Možnost složení svářečských zkoušek
- Exkurze do zahraničních automobilek, tematické zájezdy, návštěvy veletrhů ap.
- Možnost návštěv divadelních a muzikálových představení – Praha
- Používání Internetu zdarma – po celý den
- Účast na tematických olympiádách
- Výměnné jazykové pobyty studentů v rámci partnerství s holandskou školou
- Využívat zdarma informační centrum (knihovna, studovna, počítače – Internet, kopírka)